# Vistear
Vistear o visteo es un estilo amistoso de esgrima gaucha, propio del campo argentino, consiste en dirimir amistosamente un pleito. En vez de que la definición fuera "a muerte" como en el caso de un duelo puñal o facón  en mano, el juego consistía en esgrimir un palo tiznado que no es más que un trozo de madera a medio quemar y "pintar" el rostro o alguna parte vital del cuerpo del contrincante a fin de mostrar la supremacía de alguno de los contrincantes de la disputa.
 
A esta acción a veces se la ha llamado "echar una visteada" y su gerundio  es vistiando. El nombre de esta suerte de deporte se debe a que los gauchos que están vistiando deben predecir muy velozmente con su vista los movimientos del adversario.
- Datos: Q16646835